# Xã May, Quận Washington, Minnesota
Xã May (tiếng Anh: May Township) là một xã thuộc quận Washington, tiểu bang Minnesota, Hoa Kỳ. Năm 2010, dân số của xã này là 2.776 người.